# Дел Ер (Калифорнија)
Дел Ер (енгл. Del Aire) насељено је место без административног статуса у америчкој савезној држави Калифорнија.

## Демографија
По попису из 2010. године број становника је 10.001, што је 989 (11,0%) становника више него 2000. године.
| Група             | 2000.         | 2010.         |
| Белци             | 3.793 (42,1%) | 3.458 (34,6%) |
| Афроамериканци    | 377 (4,2%)    | 458 (4,6%)    |
| Азијати           | 728 (8,1%)    | 922 (9,2%)    |
| Хиспаноамериканци | 3.751 (41,6%) | 4.724 (47,2%) |
| Укупно            | 9.012         | 10.001        |